# Paleacrita vernata
Paleacrita vernata là một loài bướm đêm trong họ Geometridae.

## Hình ảnh

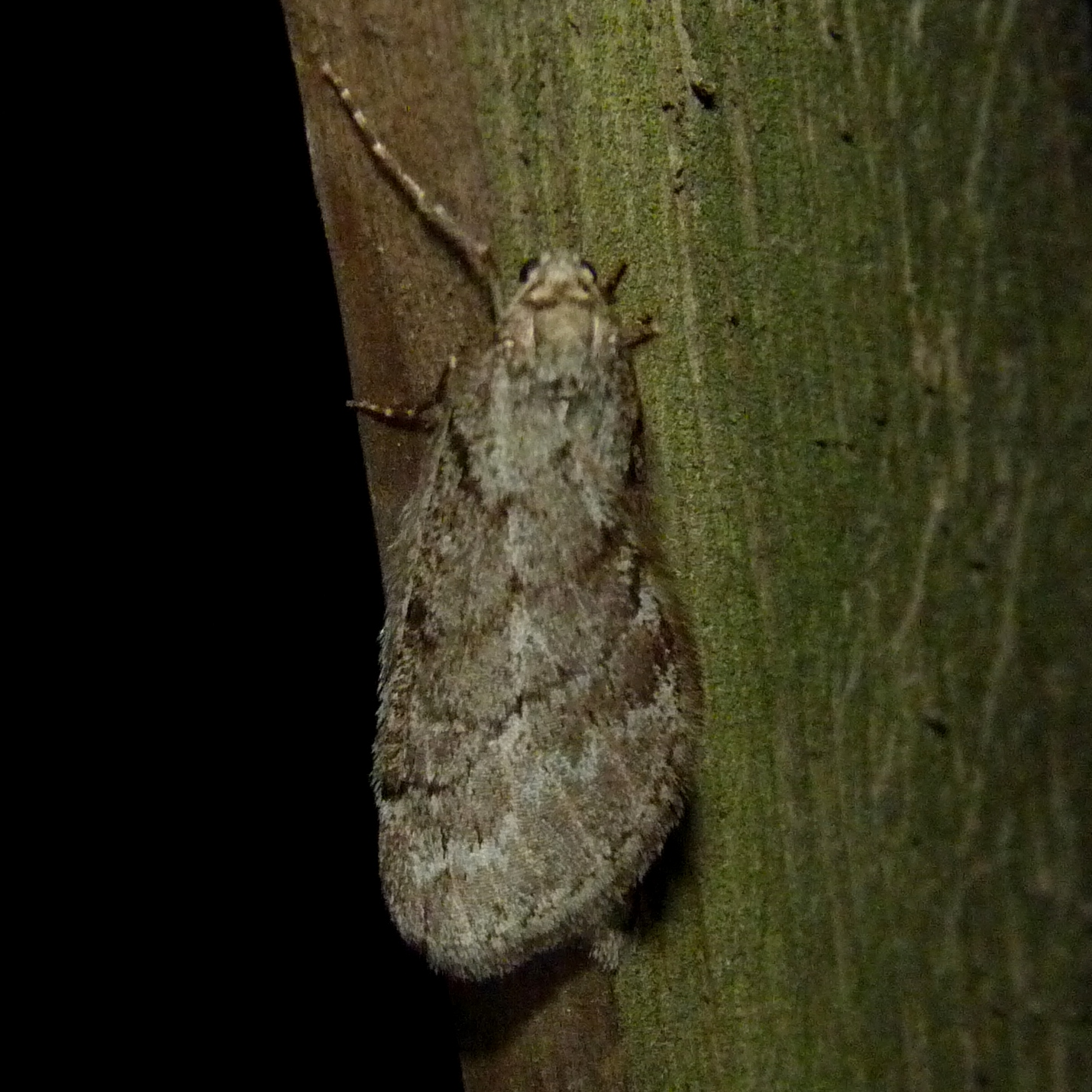